# Municipio de Marks Creek (condado de Wake)
El municipio de Marks Creek (en inglés: Marks Creek Township) es un municipio ubicado en el  condado de Wake en el estado estadounidense de Carolina del Norte. En el año 2010 tenía una población de 21.932 habitantes.

## Geografía
El municipio de Marks Creek se encuentra ubicado en las coordenadas 35°47′25.55″N 78°23′41″O / 35.7904306, -78.39472.